# فهرست سفیران ایران در ژاپن
سفیران ایران در ژاپن در دوران مختلف به شرح زیر است.

## پهلوی

### شاهنشاهی ایران
- هوهانس ماسحیان (مساعدالسلطنه) از تیر ۱۳۰۹ تا مرداد ۱۳۱۰
- حسنعلی کمال هدایت از شهریور ۱۳۱۰ تا مهر ۱۳۱۲
- باقر عظیمی از مهر ۱۳۱۲ تا اردیبهشت ۱۳۱۶
- علی‌محمد شیبانی (کاردار) از اردیبهشت ۱۳۱۶ تا آذر ۱۳۱۷
- محمود بهادری (کاردار) از آذر ۱۳۱۷ تا اسفند ۱۳۱۹

از سال ۱۳۱۶ تا سال ۱۳۱۹ ایران در ژاپن وزیر مختار نداشت. در تاریخ ۲۵ آذر سال ۱۳۱۸ مجلس شوری ملی پیمان دوستی منعقده میان دولت‌های ایران و ژاپن را تصویب کرد. ژاپن متحد آلمان هیتلری بود.
- ابوالقاسم نجم از اسفند ۱۳۱۹ تا اردیبهشت ۱۳۲۱

از ۲۵ فروردین سال ۱۳۲۱ به بعد با دستور علی سهیلی رابطهٔ دولت ایران و ژاپن قطع شد و آقای نجم به تهران فراخوانده شد. این قطع رابطه تا روز ۱۰ آبان ماه ۱۳۳۲ ادامه یافت. گفتنی است که در روز ۹ اسفند ۱۳۲۳ ایران تحت فشار انگلیس و روسیه به  ژاپن اعلان جنگ داد.
- موسی نوری اسفندیاری[الف] از اسفند ۱۳۳۳ تا مرداد ۱۳۳۵
- حسین قدس نخعی از آبان ۱۳۳۵ تا بهمن ۱۳۳۶
- عباس آرام از بهمن ۱۳۳۶ تا ۱۱ مرداد ۱۳۳۸
- جواد صدر از آذر ۱۳۳۸ تا دی ۱۳۴۲
- هرمز قریب از بهمن ۱۳۴۲ تا  ۱۳۴۷
- فضل‌الله نورالدین کیا از ۱۳۴۷ تا خرداد ۱۳۵۱
- عبدالحسین حمزاوی از تیر ۱۳۵۱ تا تیر ۱۳۵۶
- ناصر مجد اردکانی از شهریور ۱۳۵۶ تا خرداد ۱۳۵۸

## جمهوری اسلامی

### جمهوری اسلامی ایران
- قاسم صالح‌خو از تیر ۱۳۵۸ تا خرداد ۱۳۶۱
- عبدالرحیم گواهی از تیر ۱۳۶۱ تا فروردین ۱۳۶۶
- محمدحسین عادلی از تیر ۱۳۶۶ تا مهر ۱۳۶۸
- حسین کاظم‌پور اردبیلی از بهمن ۱۳۶۸ تا دی ۱۳۷۳[۱]
- منوچهر متکی از بهمن ۱۳۷۳ تا آبان ۱۳۷۸[۲]
- علی ماجدی از بهمن ۱۳۷۸ تا شهریور ۱۳۸۳[۳]
- محسن طلایی از آبان ۱۳۸۳ تا بهمن ۱۳۸۶[۴][۵]
- سید عباس عراقچی از اسفند ۱۳۸۶ تا مهر ۱۳۹۰ سفیر
- حسین حشمتی‌فر ۱۳۹۰ تا  معاون  سفیر
- رضا نظرآهاری ۱۳۹۱ تا  ۱۳۹۶ سفیر
- ماشاءالله شاکری معاون سفیر ۱۳۹۶-۱۳۹۷
- مرتضی رحمانی موحد ۱۳۹۷ -۱۴۰۰
- محمدرضا لقمانی معاون سفیر ۱۴۰۰ - ۱۴۰۱
- پیمان سعادت سفیر ۱۴۰۱ تاکنون
- [۶][۷]

## یادداشت
1. ↑  تا ۳۰ فروردین ۱۳۳۴ وزیر مختار بود و پس از آن به مقام سفیر کبیر ارتقا یافت.